# Sleeping Dogs (datorspel)
Sleeping Dogs är ett actionäventyrsspel utvecklat av United Front Games i samarbete med Square Enix London Studios och gavs ut av Square Enix i augusti 2012 till Playstation 3, Xbox 360 och Microsoft Windows. En remasterutgåva, under namnet Definitive Edition, släpptes i oktober 2014 till Microsoft Windows, Playstation 4 och Xbox One. Det innehåller grafiska och spelmekaniska förändringar baserat på feedback från spelarna. Spelet äger rum i Hongkong och handlar om ett hemligt uppdrag som går ut på att infiltrera en av stadens triader. 
Spelets utveckling startade som en originaltitel, men utannonserades under 2009 som True Crime: Hong Kong, den tredje delen och en omstart av spelserien True Crime. Som ett resultat av spelets höga budget och ett flertal förseningar annullerades spelet av Activision Blizzard år 2011. Sex månader senare meddelades det att Square Enix hade köpt utgivningsrättigheterna till spelet och döpte om det till Sleeping Dogs, och som inte har någon relation till True Crime.

## Röstskådespelare
- Will Yun Lee - Wei Shen
- Tom Wilkinson - Thomas Pendrew
- Byron Mann - Raymond Mak,  Pockmark Cheuk
- Kelly Hu - Jane Teng
- Edison Chen - Jackie Ma
- Parry Shen - Winston Chu
- James Hong - David Wai-Lin "Uncle" Po
- Emma Stone - Amanda Cartwright
- Robin Shou - Conroy Wu
- Lucy Liu - Vivienne Lu
- Tzi Ma - Henry "Big Smile" Lee, Old Salty Crab
- Elizabeth Sung - Jiang
- TJ Ramini - Naz Singh
- Ron Yuan - Sammy "Dogeyes" Lin, Mr. Chow, Ponytail, Mr.Tong
- Lindsay Price - Peggy Li
- Chin Han - Sonny Wo
- Steph Song - Sandra
- Yunjin Kim - Tiffany Kim
- Celina Jade - Not Ping
- Megan Goldsmith - Ilyana
- Terence Yin - 'Dirty' Ming
- Irene Tsu - Mrs. Chu
- Osric Chau - Vincent
- Ian Anthony Dale - Ricky
- James Lew - Sifu Kwok
- Feodor Chin - Tran
- Vic Chao	 - Joey Kwan, Siu Wah, Johnny Ratface
- Conan Lee - Calvin, Harold 'Two Chin' Tsao
- James C. Mathis III - King